# Dombeya urenoides
Dombeya urenoides är en malvaväxtart som beskrevs av Bénédict Pierre Georges Hochreutiner. Dombeya urenoides ingår i släktet Dombeya och familjen malvaväxter. Inga underarter finns listade i Catalogue of Life.